# Bronski Beat
Pour les articles homonymes, voir Bronski.
Bronski Beat est un groupe de synthpop et new wave anglais, originaire de Londres. Formé en 1983, le groupe est surtout connu pour ses chansons Smalltown Boy, Why? et Hit That Perfect Beat.

## Biographie

### Débuts etThe Age of Consent(1983-1985)
Bronski Beat est formé en 1983 lorsque Jimmy Somerville, Steve Bronski (tous deux de Glasgow), et Larry Steinbachek (de Southend) ont partagé un appartement de trois chambres à Lancaster House à Brixton. Steinbachek avait entendu Somerville chanter lors de la réalisation de Framed Youth: The Revenge of the Teenage Perverts (en) et a suggéré qu'ils fassent de la musique. Ils jouent d'abord publiquement lors d'un festival des arts September in the Pink. Le trio était mécontent de la nature inoffensive des interprètes homosexuels contemporains et cherchait à être plus ouvert et politique.
Bronski Beat signe un contrat d'enregistrement avec London Records en 1984 après avoir fait seulement neuf concerts en direct. Le premier single du groupe, Smalltown Boy (au sujet d'un adolescent gay quittant sa famille et fuyant sa ville natale) est un succès, culminant à la troisième place au Royaume-Uni, et atteint le sommet des charts en Belgique et aux Pays-Bas,,,. Le single était accompagné d'une vidéo promotionnelle dirigée par Bernard Rose, montrant Somerville essayant de se lier d'amitié avec un plongeur attirant dans une piscine, puis être attaqué par les camarades homophobes du plongeur, être renvoyé dans sa famille par la police et préférant quitter la maison. Le policier est joué par Colin Bell, le directeur du marketing de London Records. Smalltown Boy atteint la 48e place des charts aux États-Unis, et culmine à la 7e place en Australie.
Le single qui suit, Why?, adopte un style hi-NRG, et est plus lyriquement axé sur les préjugés anti-gay. Il atteint également le statut Top 10 au Royaume-Uni, atteignant la 6e place, et devient un autre hit du Top 10 pour le groupe en Australie, Suisse, Allemagne, France et les Pays-Bas.
À la fin de 1984, le trio sort un album intitulé The Age of Consent. La pochette intérieure de l'album liste les âges variables du consentement mutuel pour les rapports homosexuels dans différentes nations autour du monde. À l'époque, l'âge de consentement pour les actes sexuels entre les hommes au Royaume-Uni était de 21 contre 16 pour les actes hétérosexuels, plusieurs autres pays ayant des lois plus libérales sur le sexe gay. L'album culmine à la 4e place dans la carte britannique d'albums, 36e aux États-Unis, et à la 12e en Australie. À la même époque, le groupe est mis en vedette au Pits and Perverts, un concert à l'Electric Ballroom de Londres pour recueillir des fonds pour les lesbiennes et les gays qui soutiennent la campagne des mineurs. Cet événement est présenté dans le film Pride (2014). Le troisième single, sorti avant Noël 1984, était une reprise de It Ain't Necessarily So, le classique de George et Ira Gershwin (de Porgy et Bess). La chanson questionne l'authenticité des contes bibliques. Il atteint également le Top 20 au Royaume-Uni.
En 1985, le trio s'est joint à Marc Almond pour enregistrer une version de I Feel Love de Donna Summer. La version complète est en fait un medley qui a également incorporé un extrait de Summer Love to Love You Baby et John Leyton Johnny Remember Me. Il est un grand succès, atteignant la 3ème place au Royaume-Uni et égalant la performance des charts de Smalltown Boy. Bien que l'original ait été l'une des chansons préférées de Marc Almond, il n'avait jamais lu les paroles et chante donc incorrectement What’ll it be, what’ll it be, you and me au lieu de Falling free, falling free, falling free sur le disque fini.
Le groupe et leur producteur Mike Thorne retournent en studio au début de 1985 pour enregistrer un nouveau single, Run from Love, et PolyGram (la maison mère de London Records à cette époque) avait pressé un certain nombre de singles promotion et une version 12" de la chanson et les avait envoyés aux radios et aux magasins de disques au Royaume-Uni. Toutefois, le single fut stoppé pour cause de tensions dans le groupe, à la fois personnelles et politiques, ce qui poussa Somerville à quitter le groupe l'été suivant. Run From Love est par la suite publié sous forme de remix sur le disque de Bronski Beat, Hundreds and Thousands, une compilation principalement de remixes (LP) et de faces B (comme bonus sur la version CD) ainsi que le hit I Feel Love.
Somerville forme The Communards avec Richard Coles (qui avait déjà participé au saxophone dans la chanson It Ain't Necessarilly So), tandis que les autres membres de Bronski Beat recherchent un nouveau chanteur.

### Après Somerville etTruthdare Doubledare(1985-1994)
Bronski Beat recrute John Foster comme remplaçant de Somerville (Foster est crédité comme Jon Jon). Un single, Hit that Perfect Beat, est publié en novembre 1985, atteignant la 3e place au Royaume-Uni. Il réitère ce succès en Australie. Un deuxième single, C'mon C'mon, également enregistré au Royaume-Uni, atteint le Top 20 et un album, Truthdare Doubledare, sorti en mai 1986, culmine à la 18e place au Royaume-Uni. Le film Clins d'œil sur un adieu (1986) inclut les chansons de Bronski Beat Love and Money, Smalltown Boy et Why?. Au cours de cette période, le groupe fait équipe avec le producteur Mark Cunningham sur le premier single de BBC Children In Need, une reprise de David Bowie Heroes, sorti en 1986 sous le nom de The County Line.
Foster quitte le groupe en 1987. Après le départ de Foster, Bronski Beat commence à travailler sur leur prochain album, Out and About. Les pistes sont enregistrées aux studios Berry Street à Londres, avec l'ingénieur Brian Pugsley. Certains des titres de chanson étaient The Final Spin et Peace and Love. Ce dernier titre contient une apparition  de la chanteuse de Strawberry Switchblade, Rose McDowall, et est apparue sur plusieurs sites internet en 2006. L'une des autres chansons du projet European Boy est enregistrée en 1987 par le groupe disco Splash. Le chanteur de Splash était l'ancien chanteur de Tight Fit, Steve Grant. Steinbachek et Bronski ont fait de nombreuses tournées avec leurs nouveaux titres et ont obtenu de superbes critiques, mais le projet est abandonné lorsque le groupe est abandonné par London Records. En 1987, Bronski Beat et Somerville participent à un concert de réunion pour la « Journée internationale du sida », soutenue par New Order, à l'Académie Brixton de Londres.
En 1989, Jonathan Hellyer devient le chanteur et le groupe fait une tournée aux États-Unis et en Europe avec la choriste Annie Conway. Ils réalisent un petit succès avec la chanson Cha Cha Heels, une collaboration unique chantée par l'actrice et chanteuse américaine Eartha Kitt, qui a culminé au la 32ème place au Royaume-Uni. La chanson a été à l'origine écrite pour l'acteur et chanteur Divine, qui était incapable d'enregistrer la chanson avant sa mort en 1988. 1990-91 voit Bronski Beat produire trois autres singles sur le label Zomba, I'm Gonna Run Away, One More Chance et What More Can I Say. Les singles ont été produits par Mike Thorne.

### Rainbow Nationet dissolution (1994-1995)
Foster et Bronski Beat se sont retrouvés en 1994, et sortent une version techno de la chanson Why?, nommée Tell Me Why '94, et une version acoustique de Smalltown Boy, nommé Smalltown Boy '94 sur le label allemand ZYX Music. L'album Rainbow Nation a été produit l'année suivante avec Hellyer revenant en tant que chanteur, car Foster avait abandonné le projet et Ian Donaldson a été pris pour faire des claviers et des programmations. Bronski Beat s'est ensuite dissous, Steve Bronski étant devenu producteur pour d'autres artistes. Larry Steinbachek est devenu le directeur musical de la compagnie de théâtre de Michael Laub, Remote Control Productions.
En 2007, Bronski remixe la chanson Stranger to None par le groupe britannique de rock alternatif All Living Fear. Quatre différents mixs ont été faits, dont un apparaissant sur leur album rétrospectif, Fifteen Years After. Bronski a également remixé la piste Flowers in the Morning par le groupe électronique nord-irlandais Electrobronze en 2007, en changeant le style de la chanson du classique au Hi-NRG disco.

### Retour (depuis 2016)
En 2016, Steve Bronski s'associe de nouveau avec Ian Donaldson pour reformer Bronski Beat, et engage un nouveau chanteur, Stephen Granville. Leur quatrième et nouvel album Age of Reason, publié le 28 juillet 2017, est composé d'anciennes chansons retravaillées de leur premier album sorti en 1984, ainsi que de 3 nouveaux titres, A Flower for Dandara, I’ll Be Gone et Star, une reprise de Sylvester.
Larry Steinbachek, membre fondateur du groupe, meurt en décembre 2016 des suites d'un cancer à l'âge de 56 ans. Sa mort n'est cependant annoncée à BBC News que le 12 janvier 2017 par sa sœur, Louise Jones.
Steve Bronski meurt le 7 décembre 2021.

## Membres
Le groupe original de Bronski Beat est constitué de Jimmy Somerville, Steve Bronski et Larry Steinbachek. Après le départ de Somerville pour former le groupe pop the Communards avec Richard Coles, il est remplacé par John Foster et plus tard par Jonathan Hellyer. La configuration du groupe connait ensuite un certain nombre de changements.

### Anciens membres

#### Membres d'origine
- Steve Bronski – claviers, synthétiseurs, programmation, percussions, guitare acoustique, chant (1983–1995, 2016–2018 ; décédé en 2021)
- Jimmy Somerville – chant (1983–1985, 1987)
- Larry Steinbachek – claviers, synthétiseurs, percussions (1983–1995 ; décédé en 2016)

#### Membres ultérieurs
- Richard Coles - saxophone, clarinette (1983–1984, 1985)
- John Foster – chant (1985–1987, 1994–1995)
- Jonathan Hellyer – chant (1989–1994, 1995)
- Ian Donaldson – claviers, synthétiseurs, programmation (1994–1995, 2016–2018)
- Stephen Granville – chant (2016–2018)
- Manoush – chant (2017)

## Discographie

### Albums studio
| Année | Titre                  | Charts (Royaume-Uni) | Temps passé dans les charts | Dates d'entrée et sortie charts |
| ----- | ---------------------- | -------------------- | --------------------------- | ------------------------------- |
| 1984  | The Age of Consent     | 4                    | 53 semaines                 | 20/10/1984 - 09/11/1985         |
| 1985  | Hundreds and thousands | 24                   | 6 semaines                  | 21/09/1985 - 26/10/1985         |
| 1986  | Truthdare doubledare   | 18                   | 6 semaines                  | 10/05/1986 - 14/06/1986         |
| 2017  | The Age of Reason      |                      | 2017                        | -                               |

### Singles
| Année | Titre                   | Charts (Royaume-Uni) | Temps passé dans les charts | Dates d'entrée et sortie charts | Album                  |
| ----- | ----------------------- | -------------------- | --------------------------- | ------------------------------- | ---------------------- |
| 1984  | Smalltown Boy           | 3                    | 16 semaines                 | 02/06/1984 - 23/02/1985         | The Age of Consent     |
| 1984  | Why?                    | 6                    | 12 semaines                 | 22/09/1984 - 05/01/1985         | The Age of Consent     |
| 1984  | It Ain't Necessarily So | 16                   | 12 semaines                 | 01/12/1984 - 23/02/1985         | The Age of Consent     |
| 1985  | I Feel Love             | 3                    | 14 semaines                 | 20/04/1985 - 27/07/1985         | Hundreds and Thousands |
| 1985  | Hit That Perfect Beat   | 3                    | 14 semaines                 | 30/11/1985 - 01/03/1986         | Truthdare Doubledare   |
| 1986  | Come on, come on        | 20                   | 7 semaines                  | 29/03/1986 - 10/05/1986         | Truthdare Doubledare   |
| 1989  | Cha Cha Heels           | 32                   | 7 semaines                  | 01/07/1989 - 12/08/1989         | ...                    |

## Reprises
- Michaël Gregorio reprend Smalltown Boy en imitant Jimmy Somerville dans son spectacle Michael Gregorio pirate les chanteurs.
- Keren Ann et Yuksek ont repris Smalltown Boy dans l'émission Taratata diffusée sur France 2 à la mi-janvier 2012.
- Hollysiz a repris Smalltown Boy sur son album My Name Is, en version ballade-rock en 2014.[réf. souhaitée]